# 瀬々串駅
瀬々串駅（せせくしえき）は、鹿児島県鹿児島市喜入瀬々串町にある、九州旅客鉄道（JR九州）指宿枕崎線の駅である。駅アイコンは「つわぶき」。

## 歴史

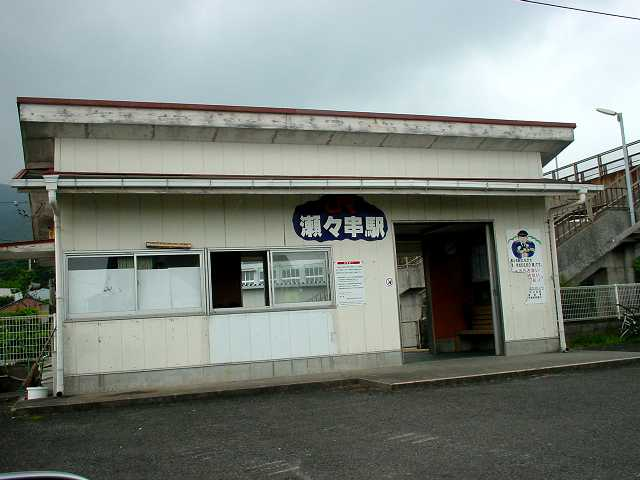
旧駅舎（2005年7月）

- 1934年（昭和9年）5月20日：鉄道省指宿線（現・指宿枕崎線）の駅として開設[1]。
- 1962年（昭和37年）8月20日：貨物取扱廃止[1]。
- 1963年（昭和38年）10月31日：指宿線が指宿枕崎線へ改称、同線の駅となる[1]。
- 1983年（昭和58年）3月8日：指宿枕崎線CTC化に伴い、無人駅化[3]。荷物扱い廃止[4]。
- 1986年（昭和61年）4月1日：利用者大幅増加に伴い、再度有人駅化。
- 1987年（昭和62年）4月1日：国鉄分割民営化に伴い、九州旅客鉄道（JR九州）の駅となる[1]。
- 1990年（平成2年）4月1日：有人駅整理に伴い、再度無人駅化。
- 2012年（平成24年）12月1日：ICカード「SUGOCA」が利用可能となる[5]。
- 2020年（令和2年）5月30日：駅遠隔案内システム（Smart Support Station）「ANSWER」導入[2][6]。

## 駅構造
相対式ホーム2面2線を有する列車交換可能な地上駅。両ホームは跨線橋で連絡している。駅舎から手前側の1番ホームは、下り列車に使用されるが、上り側にも信号機（出発信号機）があり、稼働している。当駅折返し定期列車は設定されていないが、悪天候等による運転規制の際には、当駅で折返すことが可能。このため、指宿枕崎線キハ200系行先表示板は瀬々串行表示が可能となっている。
無人駅であり以前はモルタルの駅舎であったが、2008年に解体。簡素な駅舎へ建替えられた。
IC乗車カード「SUGOCA」が利用可能で（相互利用可能ICカードはSUGOCAの項を参照）、簡易SUGOCA改札機が設置されている。SUGOCAの販売、及びチャージ取扱は行っていない。
降車客のICカード以外の普通乗車券は駅の集札箱に投入、または車掌が回収する。集札箱、及び簡易改札機は駅舎内と集落に面している2番のりば端（鹿児島中央駅寄り）の2ヶ所に設置されており、どちらからでも入出場することが可能。この2番のりば出入口前には、海岸に面した駅横と言う立地としては珍しく鹿児島市水道局の瀬々串第2水源地（水源は地下水）がある。これは当駅に以前存在した蒸気機関車用給水設備を転用したものである。
簡易型自動券売機（ICカード非対応）が設置されている。トイレは設置されていないが、駅前コンビニ店がある。

### のりば
| 番線 | 路線        | 方向 | 行先           |
| ---- | ----------- | ---- | -------------- |
| 1    | ■指宿枕崎線 | 下り | 指宿・枕崎方面 |
| 2    | ■指宿枕崎線 | 上り | 鹿児島中央方面 |

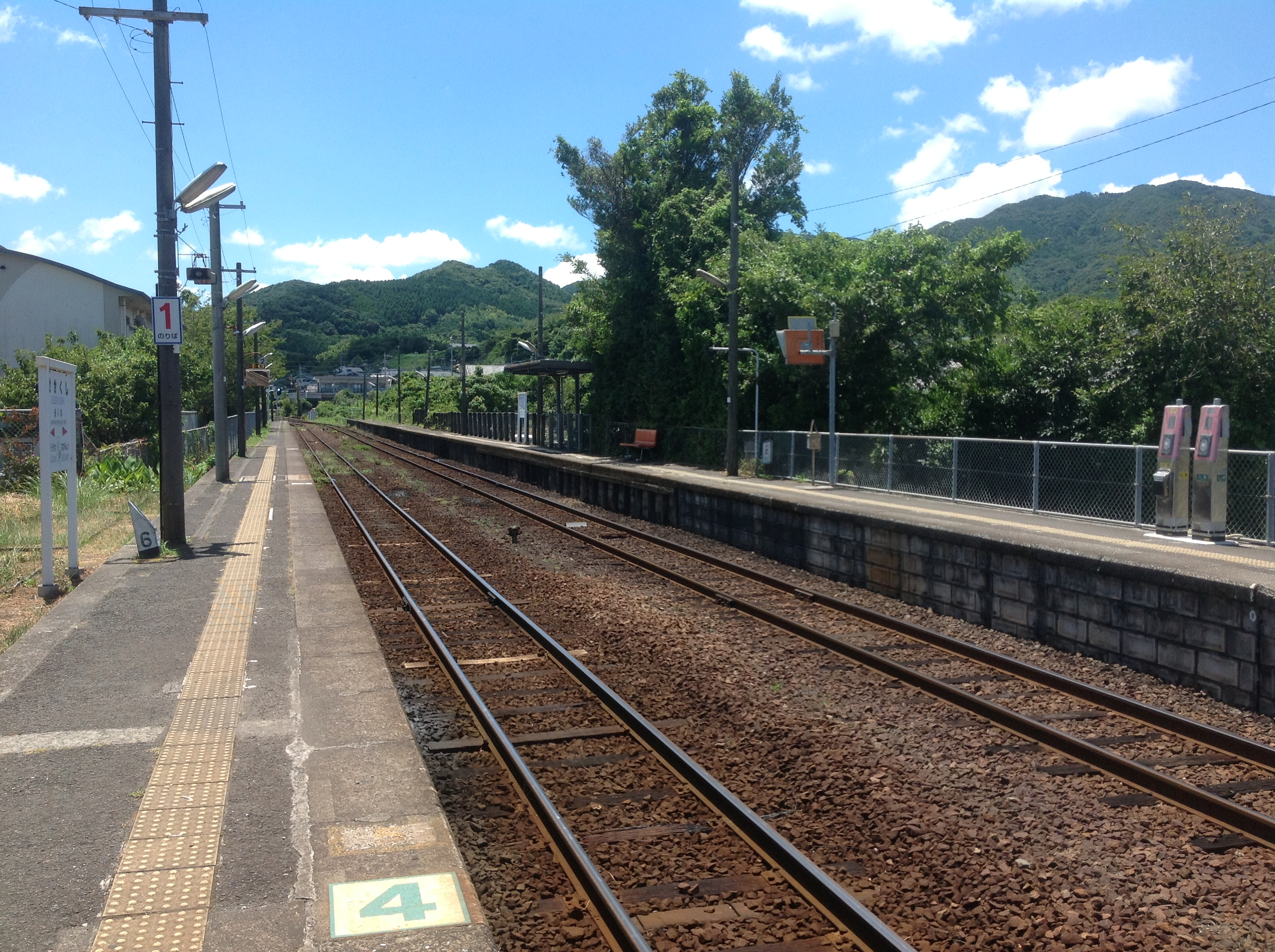
1番ホーム（指宿方面を望む）

## 利用状況
- 2015年度の1日平均乗車人員は184人である。

| 年度 | 1日平均 乗車人員 | 1日平均 乗降人員 |
| ---- | ---------------- | ---------------- |
| 2002 | 351              |                  |
| 2003 | 343              |                  |
| 2004 | 334              |                  |
| 2005 | 301              |                  |
| 2006 | 269              |                  |
| 2007 | 259              | 519              |
| 2008 | 249              | 495              |
| 2009 | 241              | 482              |
| 2010 | 235              | 471              |
| 2011 | 213              | 423              |
| 2012 | 197              | 389              |
| 2013 | 180              | 356              |
| 2014 | 176              | 346              |
| 2015 | 184              | 364              |

## 駅周辺
- 国道226号
- 鹿児島市立瀬々串小学校
- 瀬々串郵便局

## 隣の駅
九州旅客鉄道（JR九州）
■指宿枕崎線
■快速「なのはな」
通過
■普通
平川駅 - 瀬々串駅 - 中名駅